# Baka (bongo-bagirmi jezik)
Baka jezik (tara baka; ISO 639-3: bdh), nilsko-saharski jezik uže centralnosudanske skupine, kojim govori preko 26 000 ljudi, većina u Sudanu (25 000; 1993 UBS) u procvinciji غرب الاستوائية‎ (Gharb al-Istiwa'iyah), i 1 300 Demokratskoj Republici Kongo (1993 UBS) u provinciji Orientale, Nacionalni park Garamba pa do sudanske granice, i nešto među logo [log] govornicima.
Baka je jedini predstavnik istoimene podskupine, koja pripada široj skupini bongo-baka. Ne smije se brkati s jezikom baka [bkc] iz Kameruna koji pripada ubanškoj skupini. Većina govori i Sudanski kreolski arapski [pga].

## Vanjske poveznice
- Ethnologue (14th)
- Ethnologue (15th)